# Gastrochilus
Gastrochilus (em português: Gastróquilo) é um género botânico pertencente à família das orquídeas (Orchidaceæ).

## Etimologia
O nome deste gênero (Gchls.) deriva da latinização de duas palavras gregas: γαστήρ, γαστρός (gastér, gastrós), que significa “ventre”; e χειλος  (kheilos), que significa "lábio”; referindo-se à forma globosa do labelo.

## Descrição
Este gênero é composto por cerca de vinte espécies epífitas monopodiais, que são encontradas na Índia, na Tailândia, na indonésia, em Taiwan, China e Japão.

## Espécies
- Gastrochilus dalzellianus
- Gastrochilus dasypogon
- Gastrochilus formosanum
- Gastrochilus fuscopunctatus
- Gastrochilus japonicus
- Gastrochilus maculatus
- Gastrochilus platycalcaratus
- Gastrochilus rontabunensis